# Государственная политическая охрана
Госуда́рственная полити́ческая охра́на — орган государственной безопасности в Дальневосточной Республике.
Основан решением правительства республики в августе 1920 года на правах главного управления в структуре МВД ДВР. Принимал активное участие в ликвидации белогвардейского подполья и противодействии деятельности разведок стран, участниц интервенции на Дальнем Востоке.
Осуществлял разведку территории Северо-Восточного Китая в центрах русской эмиграции Харбине, Сахаляне и других, а также в Приморье на территории так называемого «черного буфера».
В 1922 году после воссоединения ДВР с РСФСР структуры ГПО были преобразованы в подразделения ГПУ РСФСР.